# Ariel (Argentina)
Ariel es una localidad ubicada en el centro geográfico de la provincia de Buenos Aires, Argentina, en el partido de Azul.

## Ubicación
A 35 km al noroeste de Azul (7 km por camino de ripio y 28 km pavimentados por RP 51 y acceso). A 28 km al sur de Tapalqué (7 km por camino de ripio y 21 km pavimentados por RP 51 y acceso). Limita al norte con El Sauce y Campodónico, al este con Shaw y Parish, al oeste con Altona y Crotto, y al sur con Eufemio Uballes (20 km por camino de ripio) y Vicente Pereda.

## Población y demografía
Cuenta con 16 habitantes (Indec, 2010), lo que representa un gran decremento del 74% frente a los 62 habitantes (Indec, 2001) del censo anterior.
| Gráfica de evolución demográfica de Ariel entre 1991 y 2010 |
|                                                             |
| Fuente: Censos nacionales del INDEC                         |

## Historia
Las tierras en la que se encuentra Ariel pertenecieron a Juan Dhers. Posteriormente existieron otros propietarios, hasta que en 1915, Don Francisco Cotaviano Pourtalé, compró estos campos de 3.037 ha. En 1926 fraccionó parte del campo para la formación de un pueblo, que tomó el nombre de la estación ferroviaria del Ferrocarril Provincial de Buenos Aires el 20 de enero de 1927. Su fundador fue presidente de la Sociedad Rural de Azul entre los años 1929 y 1935.

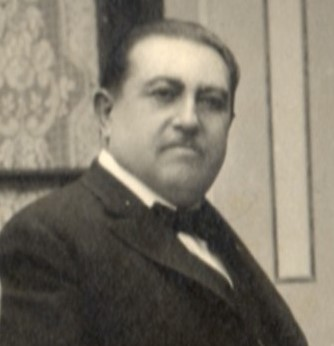
Rosa Viterbo Ávila (Azul, 1869-1926).

En 1929 los martilleros azuleños José Amendolara y José A. Carús vendieron una fracción del "campo sobre la Estación Ariel, que perteneciera a don Rosa Ávila, el cual fuera subdividido en chacras, quintas, solares y varios lotes, lo que constituye hoy el pueblo del mismo nombre. Fue vendido el resto del campo ‘La Rosa’, de la sucesión de don Rosa Ávila, para cuya esposa, doña Rosa Corte de Ávila, se reservaron ochenta hectáreas y el casco de la estancia". (Diario El Tiempo, 6 de julio de 1978).

## Topónimo

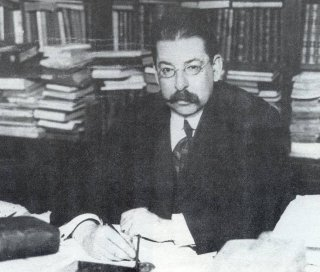
José Enrique Rodó.

Nombre impuesto en homenaje a José Enrique Camilo Rodó Piñeyro (1871-1917) escritor, novelista, ensayista, crítico literario, filósofo, maestro, y político. Nació en Ciudad Vieja, Montevideo, Uruguay el 15 de julio de 1871. La obra más famosa de Rodó es Ariel, influida por la Guerra Española-Americana de 1898. Ariel se escribió en 1900, dos años después de la Guerra. Esta obra es un "sermón laico" dedicado a la juventud de América, y él la escribió con una visión pesimista del futuro de su país y de la religión. Ariel es un ensayo que es basado en la obra The Tempest, una obra de teatro escrita por el autor famoso William Shakespeare; los dos protagonistas principales son Ariel y Calibán, que representan la América Latina y los Estados Unidos, respectivamente. Hasta cierto punto Ariel es una alegoría de las relaciones que existían entre los Estados Unidos y las naciones de Centro y Sur América a comienzo del siglo XX. Invita a los lectores a reconsiderar diferentes tipos de poderes (económicos, políticos, sociales, culturales) que existen entre los países de América Latina (Ariel) y los exigentes Estados Unidos (Próspero). El autor de Ariel, se le puede considerar el ensayista de mayor influencia del Modernismo[cita requerida]. Sus obras causaron gran repercusión en la juventud de toda la sociedad hispana del Nuevo Mundo, tanto así que surgieron muchos llamados “arielitos” inspirados en su filosofía. Además de ser reconocido como un distinguido escritor desde su juventud, Rodó también tomó parte activa en la sociedad. Por varios años sirvió como delegado en la Cámara de Diputados de su país, fue director de la Biblioteca Nacional, y profesor de la Universidad. Junto con otros talentos uruguayos editó publicaciones de alto valor literario y sirvió de corresponsal en varias revistas y periódicos, entre otros La Nación de Buenos Aires. El resto de sus obras son: La vida nueva: "La novela nueva" (1897), "El que vendrá" (1897), "Rubén Darío. Su personalidad literaria. Su última obra" (1899); Liberalismo y jacobinismo (1906); Motivos de Proteo (1909); El mirador de Próspero (1913); El camino de Paros (Barcelona,1918-póstuma); Hombres de América: Montalvo-Bolívar-Rubén Darío (Barcelona,1920-póstuma); Epistolario (París,1921-póstuma); Nuevos motivos de Proteo (Barcelona,1927-póstuma); y Últimos motivos de Proteo (Montevideo,1932-póstuma). Murió abandonado en un hotel en Palermo, Sicilia, Italia el 1 de mayo de 1917[cita requerida]. Sus restos fueron trasladados a Montevideo en 1920. Rodó es llamado el “Maestro de la juventud”.

## Geografía

### Clima
El clima de Ariel es templado pampeano. Es templado y húmedo. Se cultivan cereales, oleaginosas; y se crían bovinos.

### Temperaturas
La temperatura media anual es de 15 °C, con promedios en verano de 22 °C y 8 °C en invierno.
En diciembre de 2000 la temperatura mínima fue inferior a las temperaturas medias tomadas desde el año 1994, con valores de 10,5 °C contra 12,2 °C. En enero de 2001 fue de 15,2 °C, mayor a ese ínfimo registro histórico.

### Lluvias
Las lluvias oscilan alrededor de los 960 mm anuales distribuidos con mínimos entre mayo a septiembre. En diciembre de 2000 y también en el mismo mes de 2008 se produjeron sequías, coincidiendo con la siembra de soja.

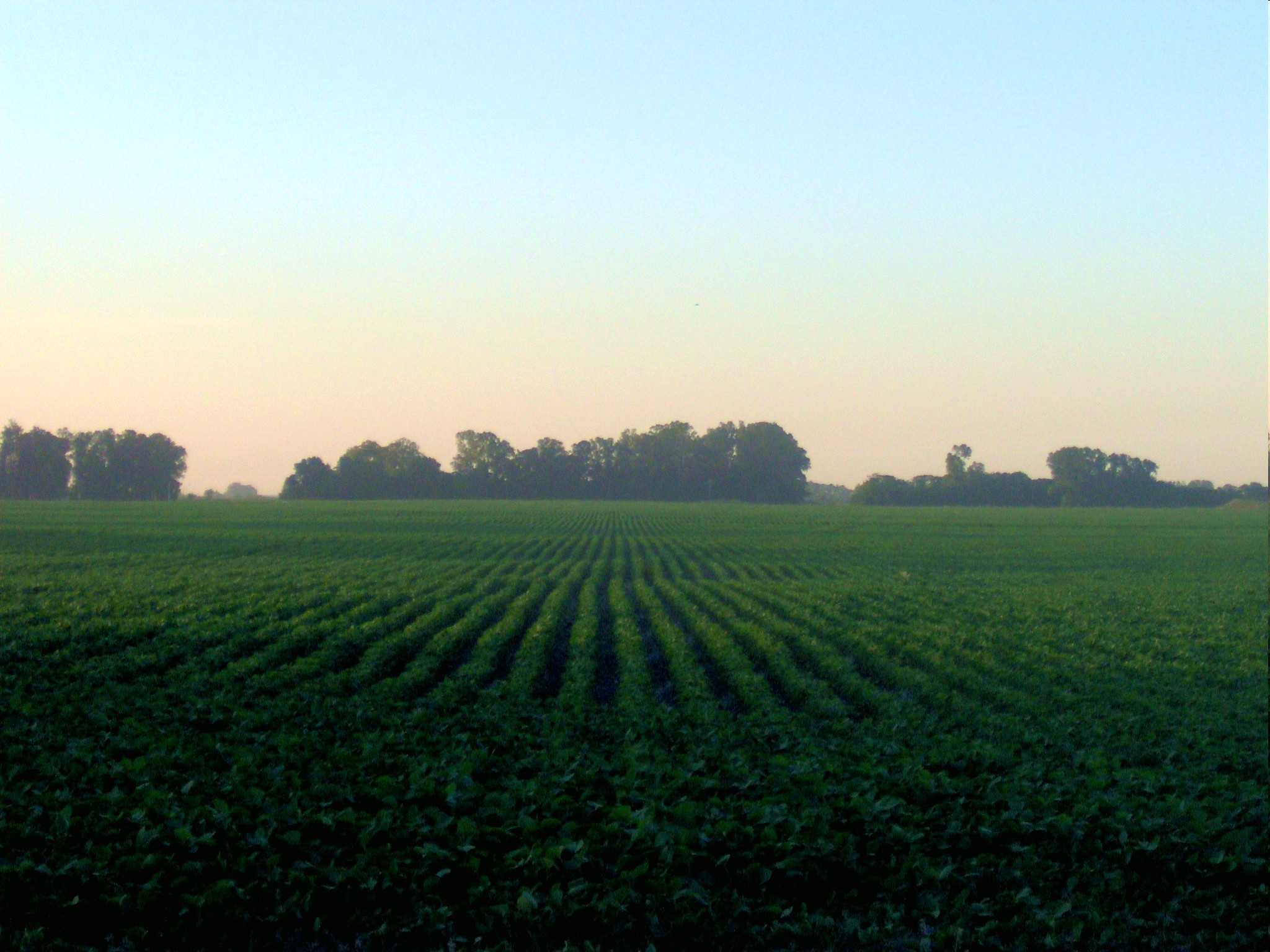
Sembrado de soja.

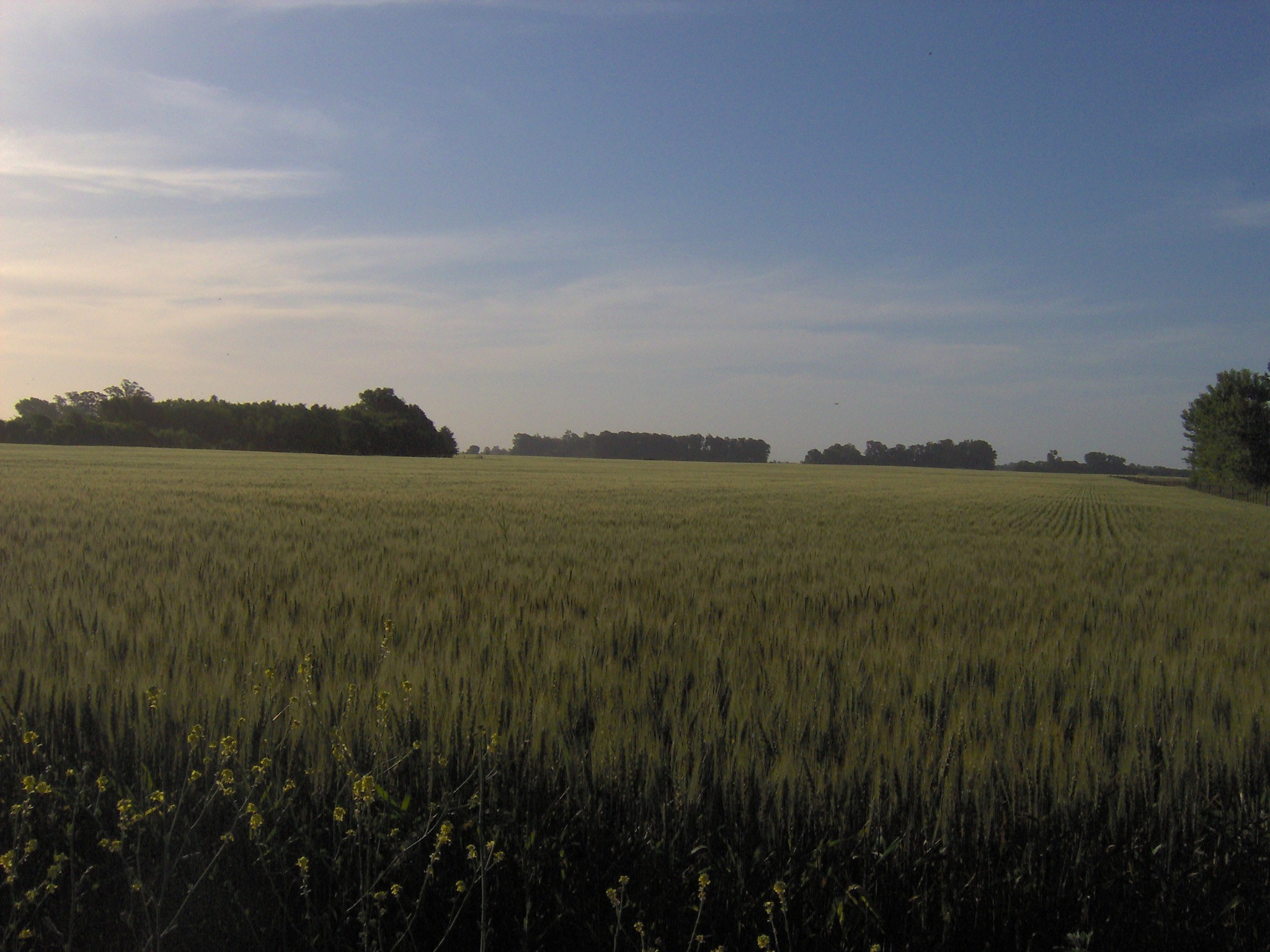
Sembrado de cebada.

| Elementos climáticos durante la época de siembra y cosecha de la soja |           |       |         |       |       |
| período 1994-2001                                                     | diciembre | enero | febrero | marzo | abril |
| Temperaturas mínimas                                                  | 11.35     | 14.5  | 13.75   | 13.25 | 7.95  |
| Temperaturas máximas                                                  | 26.85     | 28.3  | 28.05   | 25.1  | 19.95 |
| Temperaturas medias                                                   | 19.4      | 21.45 | 20.9    | 17.55 | 13.9  |
| Humedad relativa                                                      | 57        | 65.35 | 59.6    | 76.25 | 76.25 |
| Precipitaciones                                                       | 89.15     | 121   | 60      | 144.5 | 68.1  |

### Vientos
El viento de verano: "norte" es cálido y seco, causante de los períodos secos del verano; durante invierno predominan vientos fríos y secos ("Pampero") si provienen del sur, y húmedos si provienen del sudeste: "Sudestada". 
Dirección normal de los vientos: en verano de oeste a noroeste, y en invierno de sur a sudeste.
Las estaciones astronómicas se ven profundamente influidas por tales vientos.

### Relieve terrestre
Ariel está dentro de la llanura Pampeana sureña. Por eso es que el relieve es llano con suaves ondulaciones.

## Naturaleza

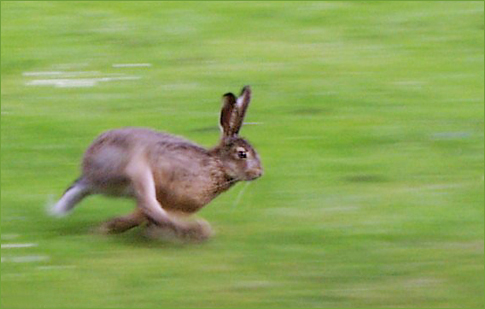
Una liebre europea, asustada puede cubrir de un salto 3 m con facilidad, y una vez en el suelo, puede saltar en ángulo recto para confundir a su perseguidor.

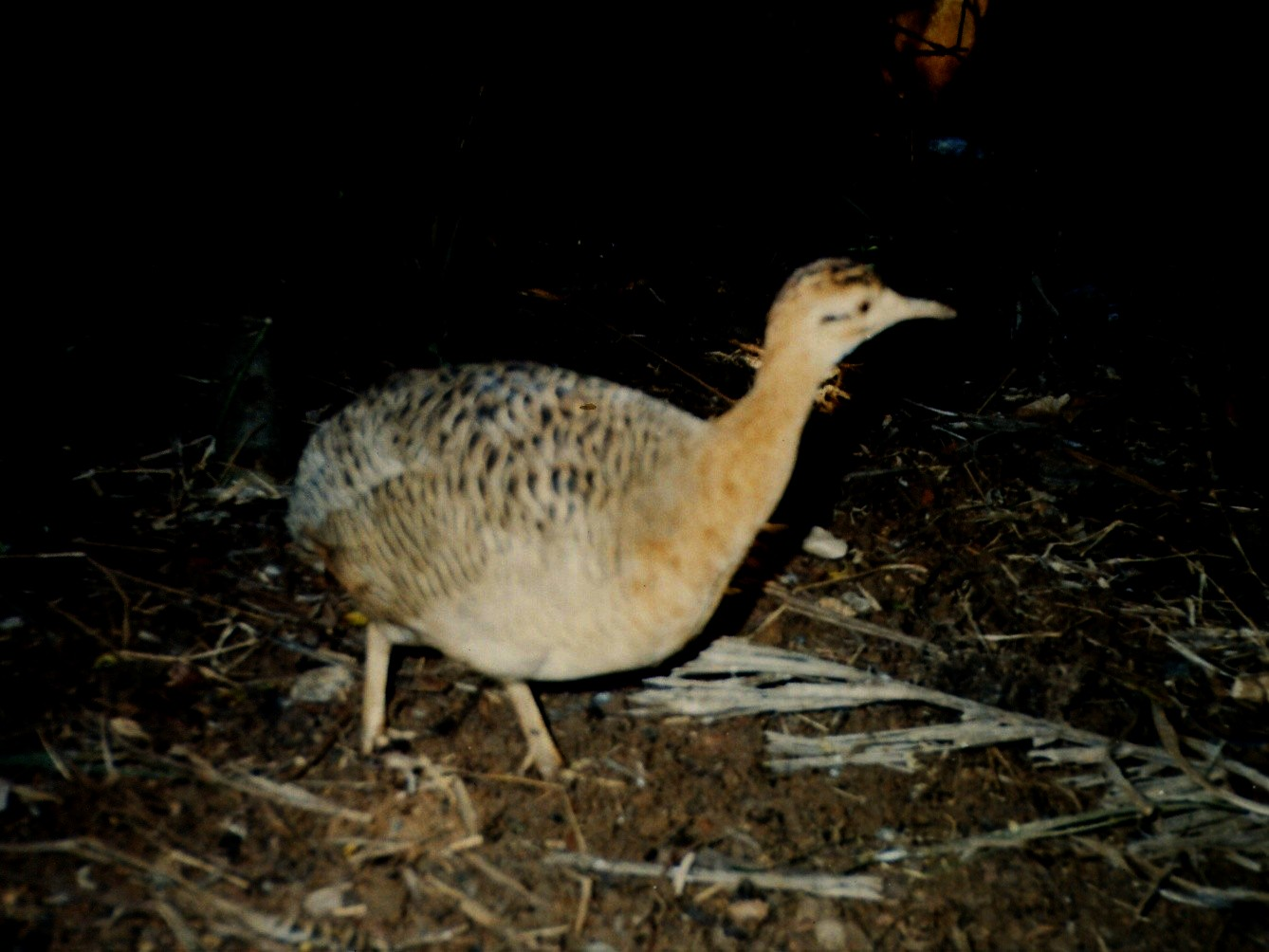
Perdiz martineta colorada o de alas coloradas.

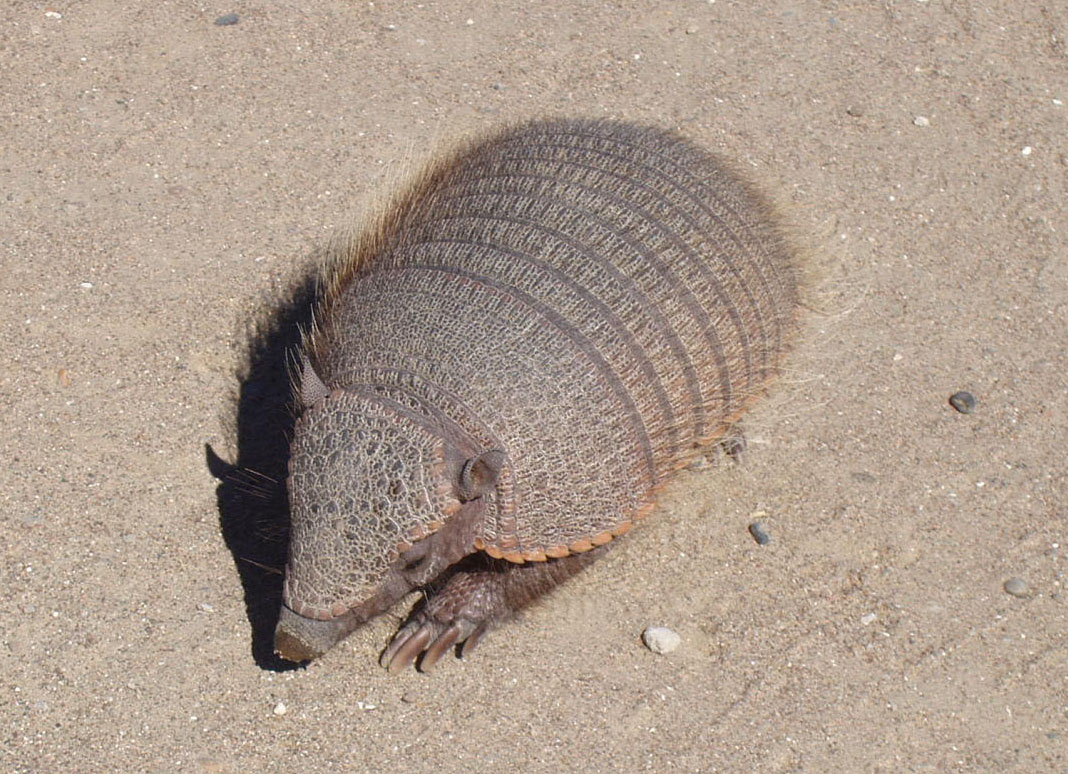
Mulita de las Pampas.

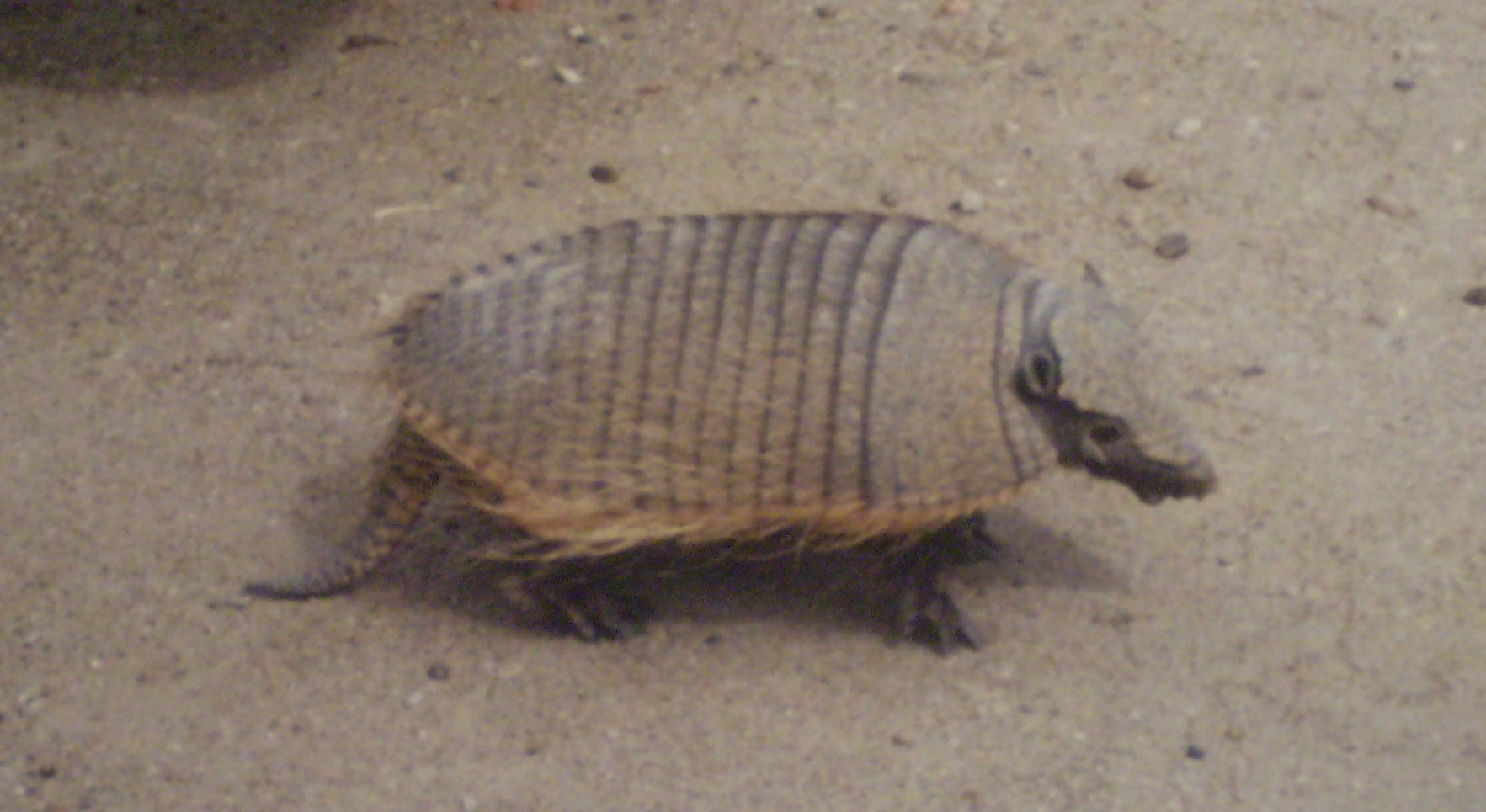
Peludo argentino o quirquincho mediano.

### Temporada de caza menor
Especies cuya caza está autorizada: patos, perdiz chica, liebre europea.
Inicio de temporada: 
- Patos: 15 de abril
- Perdiz chica y liebres: 1 de mayo

Fin de temporada: 1 de agosto para todas las especies
Cupo máximo permitido: 10 pieza por día por cazador
La autorización de salida: es de tres días por salida.
Existe la posibilidad de practicar la caza menor, ya que aquí hay animales típicos de la región pampeana tales como: liebres, perdices chicas, patos, mulitas, y peludos. Todas especies que pueden ser cobradas, ya que no existe veda sobre ellas. Rica en vegetación y fauna, con especies únicas en esta zona del país, permite el desarrollo de la caza, la pesca y el avistaje de aves.

### Fauna
- Animales

- - Liebre Europea (Lepus europaeus)
  - Nutria (Myocastor coypus)
  - Cuis Grande (Cavia pamparum)
  - Vizcacha de las Pampas (Lagostomus maximus)
  - Peludo o Quirquincho (Chaetophractus villosus)
  - Mulita de las Pampas (Dasypus septemcinctus)
  - Zorro Gris Común (Dusicyon gymnocercus)
  - Zorrino Chico (Conepatus castaneus)
  - Comadreja Overa (Didelphis azarae)
  - Comadreja Colorada (Lutreolina crassicaudata)
  - Hurón menor (Galictis furax)
  - Gato montés (Oncifelis geoffroyi)
  - Venado de la Pampa (Ozotoceros bezoarticus)

- Aves

- - Ñandú (Rhea americana)
  - Perdiz Martineta Colorada (Rhynchotus rufescens)
  - Perdiz Martineta Copetona (Eudromia elegans)
  - Perdiz chica (Nothura maculosa) 
  - Tero Común (Vanellus chilensis)
  - Tero Real (Hymantopus hymantopus)
  - Carancho (Polyborus plancus)
  - Chimango (Milvago chimango)
  - Chajá (Chauna torquata) 
  - Gallareta (Fulica Americana) 
  - Cisne de Cuello Negro (Cygnus melancoryphus) 
  - Gaviota Capucho Café (Larus maculipennis)
  - Gaviota Cocinera o Gaviotón (Larus dominicanus)
  - Cigüeña Común (Euxenura maguari)
  - Garza Bruja o Pájaro Bobo (Nycticorax nycticorax)
  - Garza Mora (Ardea cocoi)
  - Garcita Blanca (Egretta thula)
  - Cuervo de Laguna (Plegades chihi)
  - Espátula Rosada (Ajaia ajaja)
  - Gallito de Agua (Jacana jacana)
  - Becasina Común (Gallinago gallinago)
  - Halcón Blanco (Elanus leucurus)
  - Halconcito Canela (Falco sparverius)
  - Lechuza de las cuevas (Speotyto cunicularia)
  - Lechuzón de los Campos (Asio flammeus)
  - Pato Overo (Anas sibilatrix)
  - Pato Picazo (Netta peposaca)
  - Máca Común o Zambullidor (Podiceps rolland)

- Pájaros

- - Hornero (Furnarius rufus)
  - Paloma Torcaza (Zenaida auriculata)
  - Paloma Montera (Columba maculosa)
  - Chingolo (Zonotrichia capensis)
  - Tordo (Molothrus bonariensis)
  - Calandria (Mimus saturninus)
  - Cotorra o Cata Común (Myiopsitta monachus)
  - Jilguero (Sicalis flaveola)
  - Ratona (Troglodytes aedon)
  - Chicharrera o Leñatero (Anumbius annumbi)
  - Pirincho o Urraca (Guira guira)
  - Carpintero campestre (Colaptes campestris)
  - Churrinche (Pyrocephalus rubinus)
  - Tijereta (Muscivora tyrannus)

### Flora
Respecto de la flora, Ariel tiene terrenos en los que crecen flechillas silvestres (nombre que agrupa un conjunto de gramíneas) caracterizadas por formar matas cespitosas de alrededor de 5 a 12 dm de altura y cuyos frutos tienen una o varias aristas prolongadas. Este tipo de pasto crece con preferencia en los terrenos altos con suelos negros profundos y algo arenosos. 
También hay en partes pajonales de paja colorada que se desarrollan sobre suelos que se mantienen húmedos durante un lapso de tiempo de 4 meses aproximadamente. 
Los vegetales que predominan en el Partido son los que integran el conjunto de las praderas húmedas. Esta comunidad se encuentra en campos bajos inundables, donde la humedad del suelo se mantiene. Cuando la pradera húmeda abarca zonas de mayor extensión, se combina con un número mucho mayor de especies, compuestas por gramíneas, graminoides e hierbas.

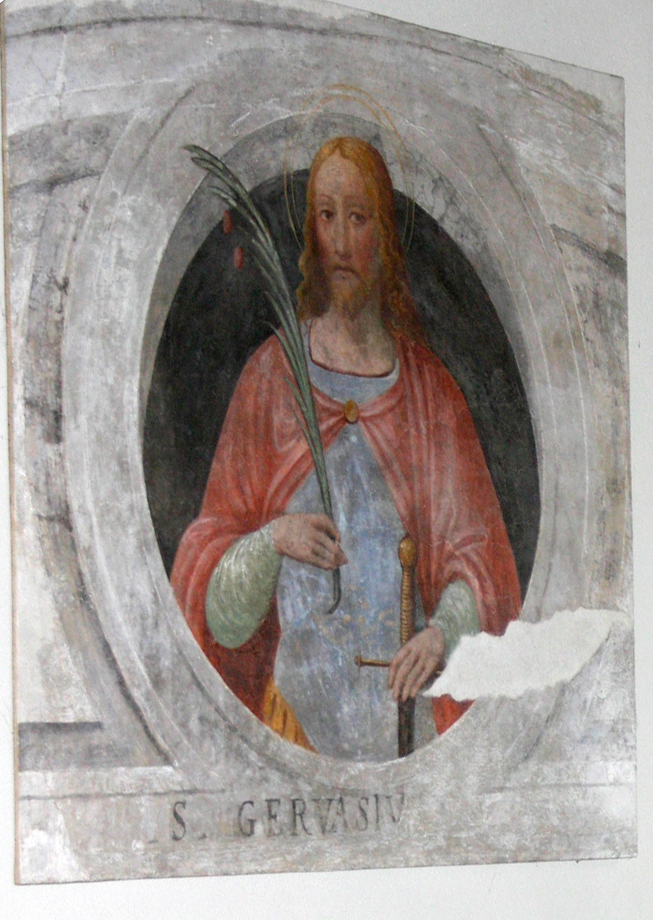
San Gervasio, mártir; patrono de Ariel.

## Santo patrón
El santo patrón de Ariel es San Gervasio, mártir del siglo I; quien también junto a San Protasio, mártir comparten el Patronazgo de la ciudad de Milán, Italia. La festividad se conmemora el día 19 de junio de cada año.

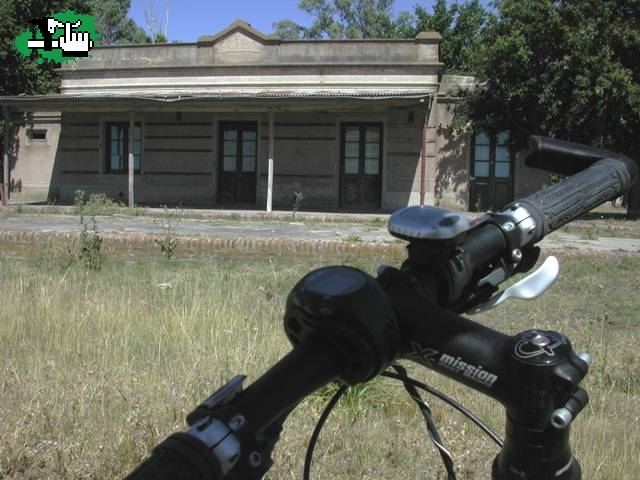
Estación Ariel.

## Turismo. Lugares de interés turístico

### Posta de San Gervasio
Fue construida entre 1850 y 1855, al comprar don Manuel Cabral una gran extensión de campos, donde formó la estancia de La Libertad. En 1864 pasa a propiedad de la firma Casares Hnos. cumpliendo las funciones de posta de cambio de carretas, pulpería y almacén de ramos generales. Con más de 140 años de antigüedad, esta pulpería auténtica, que inspiró a Borges para su cuento El Sur, funciona actualmente como 'Almacén de Ramos Generales' y recrea la forma de vida de aquellas épocas. Atienden los hermanos Edgar y Aníbal Toso, quienes heredaron el oficio de su padre, don Aníbal, que se instaló en 1926. Actualmente conserva las características de la época en que fue construido: el piso original de tierra apisonada, la reja de protección en el mostrador de atención al público, las puertas y ventanas, la galería bajita, el aljibe y la cancha de bochas, y una colección de herramientas de laboreo del campo, dignas de un museo vivo de la producción y el trabajo rural. La entrada conserva la puerta pesada de madera oscura y cerrojos de hierro forjado. En el interior, los paisanos aún se sientan a tomar alguna grapa en vasitos de vidrio esmerilado.

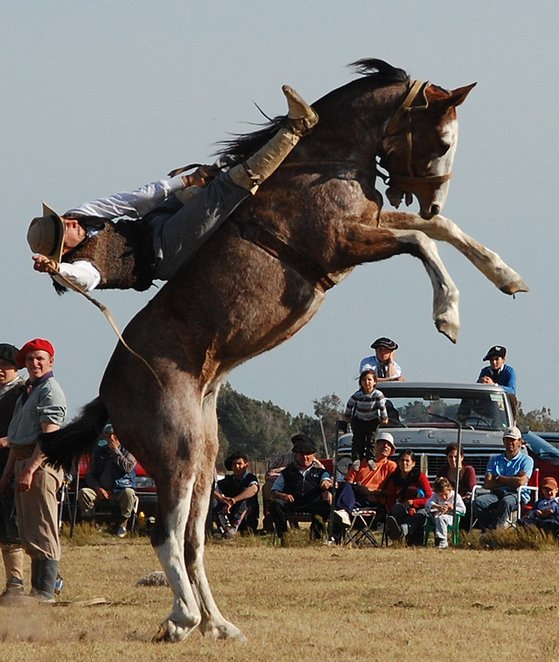
Jineteada gaucha.

Los gauchos se han organizado en una asociación que se llama 'Fortín Tapalqué' y que organiza al menos dos fiestas al año, en las que se realizan desfiles de caballadas, 'pilchas gauchas', emprendados, ponchos, carruajes, y se realizan actividades camperas y jineteadas. En estas oportunidades, las costumbres y las tradiciones son exaltadas y desplegadas por estos paisanos que viven haciendo del cuidado de la tradición su vida cotidiana, desarrollando actividades camperas, en las que ello es moneda corriente, antes que una actividad diferente. En la actualidad es propiedad de la Congregación Salesiana de la obra de Don Bosco, por donación, (a fallecimiento) de la Sra. Luisa Saint Andrew's de Compodónico. A pocos metros funciona una Escuela Agrotécnica de dicha Congregación, alberga en verano contingentes de niños carenciados. Se encuentra a 25 km de Tapalqué frente a la estación Campodónico. Consultas al Tel.: (02283) 42-0630.